# Motomondiale 1978
La stagione 1978 è stata la trentesima del Motomondiale; anche in questa stagione, come già nella precedente, i gran premi furono 13, ma solo in tre di essi si disputarono le gare di tutte le classi.

## Il contesto
Anche nel 1978 restò invariato il metodo di assegnazione e di conteggio dei punti, con tutti i risultati ottenuti validi per la classifica finale. Due classi, 125 e 250, furono sempre presenti in tutti i gran premi mentre la 50 fu la categoria con meno prove, solo 7.
A sfidare il campione uscente della 500, l'inglese Barry Sheene, arrivò lo statunitense Kenny Roberts: il "Marziano" (come verrà soprannominato), approfitterà dei problemi dei piloti Suzuki (oltre a Sheene, Pat Hennen - messo però fuori gioco da una caduta al Senior TT che lo costringerà al ritiro dalle corse -, Wil Hartog, Steve Baker e Virginio Ferrari) per conquistare il Mondiale, il primo per un pilota proveniente dagli Stati Uniti d'America.
In questa stagione Roberts si sottopose a un "tour de force", poiché correva, oltre che in 500, anche in 250 e in Formula 750: nella quarto di litro vincerà due GP, abbandonando la classe a causa di una caduta in Svezia, mentre in 750 resterà in corsa per il titolo fino all'ultima gara (a Mosport), soccombendo a Johnny Cecotto.
Nelle classi inferiori, doppietta in 250 e 350 per il sudafricano Kork Ballington su Kawasaki; le KR 250-350, pilotate, oltre che dal sudafricano, dai compagni di Marca Gregg Hansford e Anton Mang, dominarono le due categorie, vincendo 18 dei 23 GP totali nelle due classi.
Eugenio Lazzarini fece suo il titolo della 125 e Ricardo Tormo quello della classe 50.
Nei sidecar, primo titolo per lo svizzero Rolf Biland (in coppia con il britannico Williams).

## Il calendario
| Data Resoconto         | Gran Premio (Circuito)                | Vincitori         | Vincitori          | Vincitori       | Vincitori         | Vincitori        | Vincitori                      |
| Data Resoconto         | Gran Premio (Circuito)                | classe 50         | classe 125         | classe 250      | classe 350        | classe 500       | sidecar                        |
| 19 marzo Resoconto     | GP del Venezuela (San Carlos)         |                   | Pier Paolo Bianchi | Kenny Roberts   | Takazumi Katayama | Barry Sheene     |                                |
| 16 aprile Resoconto    | GP di Spagna (Jarama)                 | Eugenio Lazzarini | Pier Paolo Bianchi | Gregg Hansford  |                   | Pat Hennen       |                                |
| 30 aprile Resoconto    | GP d'Austria (Salisburgo)             |                   | Eugenio Lazzarini  |                 | Kork Ballington   | Kenny Roberts    | Rolf Biland Williams           |
| 7 maggio Resoconto     | GP di Francia (Nogaro)                |                   | Pier Paolo Bianchi | Gregg Hansford  | Gregg Hansford    | Kenny Roberts    | Rolf Biland Williams           |
| 14 maggio Resoconto    | GP delle Nazioni (Mugello)            | Ricardo Tormo     | Eugenio Lazzarini  | Kork Ballington | Kork Ballington   | Kenny Roberts    | Rolf Biland Williams           |
| 24 giugno Resoconto    | GP d'Olanda (Assen)                   | Eugenio Lazzarini | Eugenio Lazzarini  | Kenny Roberts   | Kork Ballington   | Johnny Cecotto   | Werner Schwärzel Andreas Huber |
| 2 luglio Resoconto     | GP del Belgio (Spa)                   | Ricardo Tormo     | Pier Paolo Bianchi | Paolo Pileri    |                   | Wil Hartog       | Bruno Holzer Karl Meierhans    |
| 23 luglio Resoconto    | GP di Svezia (Karlskoga)              |                   | Pier Paolo Bianchi | Gregg Hansford  | Gregg Hansford    | Barry Sheene     |                                |
| 30 luglio Resoconto    | GP di Finlandia (Imatra)              |                   | Ángel Nieto        | Kork Ballington | Kork Ballington   | Wil Hartog       |                                |
| 6 agosto Resoconto     | GP di Gran Bretagna (Silverstone)     |                   | Ángel Nieto        | Anton Mang      | Kork Ballington   | Kenny Roberts    | Alain Michel Stuart Collins    |
| 20 agosto Resoconto    | GP della Germania Ovest (Nürburgring) | Ricardo Tormo     | Ángel Nieto        | Kork Ballington | Takazumi Katayama | Virginio Ferrari | Werner Schwärzel Andreas Huber |
| 27 agosto Resoconto    | GP di Cecoslovacchia (Brno)           | Ricardo Tormo     |                    | Kork Ballington | Kork Ballington   |                  | Alain Michel Stuart Collins    |
| 17 settembre Resoconto | GP di Jugoslavia (Fiume)              | Ricardo Tormo     | Ángel Nieto        | Gregg Hansford  | Gregg Hansford    |                  |                                |

## Sistema di punteggio e legenda
| Pos.  | 1  | 2  | 3  | 4 | 5 | 6 | 7 | 8 | 9 | 10 | 11> |
| ----- | -- | -- | -- | - | - | - | - | - | - | -- | --- |
| Punti | 15 | 12 | 10 | 8 | 6 | 5 | 4 | 3 | 2 | 1  | 0   |

## Le classi

### Classe 500

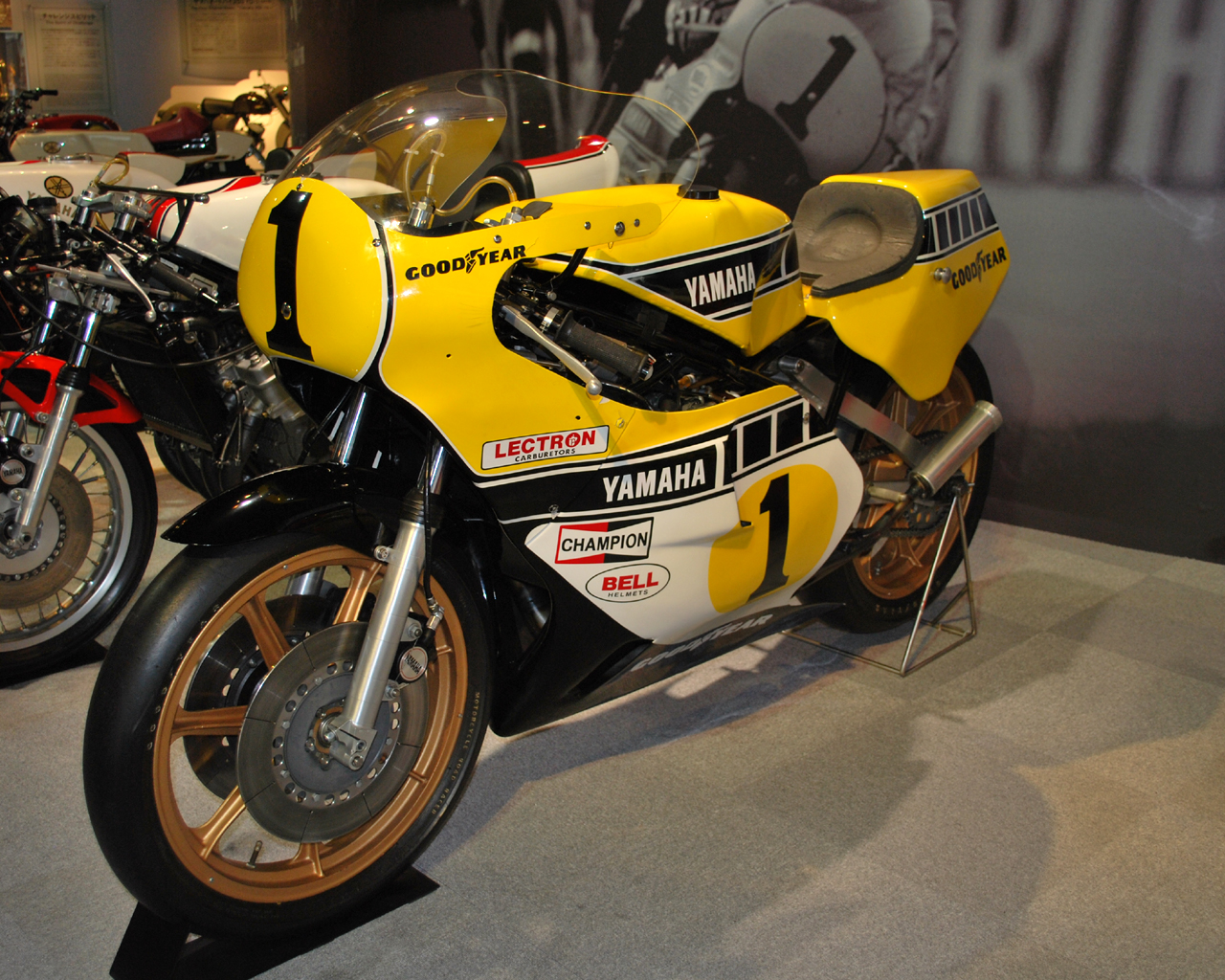
La Yamaha di Roberts.

Nella classe regina continuò ad essere solamente la Yamaha a presentarsi in pista con un team completamente interno che schierava Johnny Cecotto.
La Suzuki continuò invece ad affidarsi principalmente al team britannico Heron.
Fermo restando che entrambe le case fornivano poi delle versioni "clienti" a team e piloti privati, la novità stagionale fu che Yamaha decise di affidare delle Yamaha YZR 500 prettamente ufficiali anche a tre team esterni, uno gestito dall'importatore venezuelano che schierava al via Franco Uncini, uno dall'importatore olandese con Takazumi Katayama e uno dalla Yamaha USA nelle mani di Kenny Roberts. Fu proprio quest'ultimo che in maniera sorprendente si aggiudicò 4 delle 11 prove in calendario (la 500 non era prevista in Cecoslovacchia e in Jugoslavia) e divenne il nuovo campione del mondo detronizzando il vincitore delle due edizioni precedenti Barry Sheene sulla Suzuki. Al terzo posto giunse Cecotto che in un'unica occasione riuscì a capitalizzare le sue 7 pole position dell'anno.
Nel primo gran premio della stagione, quello del Venezuela si videro al via solamente 11 piloti, di cui solo 7 tagliarono il traguardo.

Classifica piloti (prime 5 posizioni)
| Pos. | Pilota            | Moto   |     |   |     |     |     |   |     |   |     |     |     |    |    | P.ti |
| ---- | ----------------- | ------ | --- | - | --- | --- | --- | - | --- | - | --- | --- | --- | -- | -- | ---- |
| 1    | Kenny Roberts     | Yamaha | Rit | 2 | 1   | 1   | 1   | 2 | 2   | 7 | Rit | 1   | 3   | NE | NE | 110  |
| 2    | Barry Sheene      | Suzuki | 1   | 5 | 3   | 3   | 5   | 3 | 3   | 1 | Rit | 3   | 4   | NE | NE | 100  |
| 3    | Johnny Cecotto    | Yamaha | Rit | 4 | 2   | 23  | Rit | 1 | Rit | 6 | 3   | 7   | 2   | NE | NE | 66   |
| 4    | Wil Hartog        | Suzuki |     | 9 | 7   | 5   | 6   | 5 | 1   | 2 | 1   | Rit | Rit | NE | NE | 65   |
| 5    | Takazumi Katayama | Yamaha | Rit | 3 | Rit | Rit | Rit | 4 | 6   | 3 | 2   | 9   | 5   | NE | NE | 53   |
| Pos. | Pilota            | Moto   |     |   |     |     |     |   |     |   |     |     |     |    |    | P.ti |

| Legenda                                                                        | 1º posto        | 2º posto        | 3º posto | A punti      | Senza punti        | Grassetto=Pole position Corsivo=Giro più veloce |
| Legenda                                                                        | Gara non valida | Non qualificato | Ritirato | Squalificato | "-" Dato non disp. | Grassetto=Pole position Corsivo=Giro più veloce |
| Fonte dei dati: motogp.com, racingmemo.free.fr, autosport.com, jumpingjack.nl. |                 |                 |          |              |                    |                                                 |

### Classe 350
Situazione completamente nuova nella classe 350 rispetto ai precedenti: alla Yamaha che aveva spadroneggiato quasi indisturbata per vari anni si affiancò la Kawasaki. La nuova entrata, seguendo quanto fatto da altri nella classe superiore, affidò delle KR 350 assistite direttamente dalla casa a dei team esterni; il sudafricano Kork Ballington ottenne 6 successi su 11 prove, conquistando in questo modo il titolo piloti e precedendo in classifica il vincitore del titolo 1977 Takazumi Katayama su Yamaha nonché Gregg Hansford sulla seconda Kawasaki.
Classifica piloti (prime 5 posizioni)
| Pos. | Pilota            | Moto     |     |    |     |     |     |     |    |   |     |     |     |   |     | P.ti |
| ---- | ----------------- | -------- | --- | -- | --- | --- | --- | --- | -- | - | --- | --- | --- | - | --- | ---- |
| 1    | Kork Ballington   | Kawasaki | 4   | NE | 1   | 2   | 1   | 1   | NE | 2 | 1   | 1   | 2   | 1 | Rit | 134  |
| 2    | Takazumi Katayama | Yamaha   | 1   | NE | 3   | Rit | 3   | Rit | NE | 3 | 2   | Rit | 1   | 6 |     | 77   |
| 3    | Gregg Hansford    | Kawasaki | Rit | NE | 7   | 1   | 2   | 8   | NE | 1 | Rit | Rit | Rit | 2 | 1   | 76   |
| 4    | Jon Ekerold       | Yamaha   | -   | NE | 4   | 3   | Rit | 3   | NE | 4 | 5   | Rit | 4   | 4 | 5   | 64   |
| 5    | Tom Herron        | Yamaha   | Rit | NE | Rit | 4   | 11  | 6   | NE | 5 | 3   | 2   | 5   | 8 | -   | 50   |
| Pos. | Pilota            | Moto     |     |    |     |     |     |     |    |   |     |     |     |   |     | P.ti |

| Legenda                                                                        | 1º posto        | 2º posto        | 3º posto | A punti      | Senza punti        | Grassetto=Pole position Corsivo=Giro più veloce |
| Legenda                                                                        | Gara non valida | Non qualificato | Ritirato | Squalificato | "-" Dato non disp. | Grassetto=Pole position Corsivo=Giro più veloce |
| Fonte dei dati: motogp.com, racingmemo.free.fr, autosport.com, jumpingjack.nl. |                 |                 |          |              |                    |                                                 |

### Classe 250
Anche nella quarto di litro si vide l'ingresso al vertice della nuova Kawasaki che ottenne le prime due posizioni. Come già in classe 350 ad imporsi fu Kork Ballington davanti a Gregg Hansford e a Patrick Fernandez sulla prima delle Yamaha. Al quarto posto figurò il vincitore della classe 500 Kenny Roberts che aveva comandato la classifica sino a metà stagione, rinunciando poi a portarla a termine.
Curiosamente nelle prime posizioni non vi fu nessuno dei piloti che avevano ottenuto le prime posizioni l'anno precedente: Mario Lega (1° nel 1977) e Franco Uncini (2°) si dovettero accontentare della settima e ottava posizione quest'anno.
Classifica piloti (prime 5 posizioni)
| Pos. | Pilota            | Moto     |     |     |    |     |     |     |     |   |     |     |   |    |   | P.ti |
| ---- | ----------------- | -------- | --- | --- | -- | --- | --- | --- | --- | - | --- | --- | - | -- | - | ---- |
| 1    | Kork Ballington   | Kawasaki | 5   | 4   | NE | 3   | 1   | 2   | 5   | 2 | 1   | Rit | 1 | 1  | 3 | 124  |
| 2    | Gregg Hansford    | Kawasaki | Rit | 1   | NE | 1   | 2   | 3   | Rit | 1 | 2   | Rit | 2 | 2  | 1 | 118  |
| 3    | Patrick Fernandez | Yamaha   | 3   | Rit | NE | 21  | 5   | 8   | 4   | 3 | Rit | 8   | 9 | 4  | 6 | 55   |
| 4    | Kenny Roberts     | Yamaha   | 1   | 2   | NE | 2   | Rit | 1   | Rit | - | Rit |     |   |    |   | 54   |
| 5    | Anton Mang        | Kawasaki | 7   | 11  | NE | Rit | 11  | Rit | 7   | 9 | 4   | 1   | 5 | 10 | 2 | 52   |
| Pos. | Pilota            | Moto     |     |     |    |     |     |     |     |   |     |     |   |    |   | P.ti |

| Legenda                                                                        | 1º posto        | 2º posto        | 3º posto | A punti      | Senza punti        | Grassetto=Pole position Corsivo=Giro più veloce |
| Legenda                                                                        | Gara non valida | Non qualificato | Ritirato | Squalificato | "-" Dato non disp. | Grassetto=Pole position Corsivo=Giro più veloce |
| Fonte dei dati: motogp.com, racingmemo.free.fr, autosport.com, jumpingjack.nl. |                 |                 |          |              |                    |                                                 |

### Classe 125
Quello conquistato da Eugenio Lazzarini, oltre che il primo della sua carriera, fu anche il primo titolo per la MBA, ottenuto davanti alla coppia di piloti Minarelli formata da Ángel Nieto e Pier Paolo Bianchi. Curiosamente proprio gli stessi piloti, anche se a posizioni invertite, avevano monopolizzato anche la classifica del 1976.
C'è però da dire che il centauro urbinate vincitore del titolo fu agevolato dall'incidente avvenuto a Bianchi ad Imatra, dove cadde a due curve dal traguardo, per via di una incomprensibile manovra di Nieto che tentò un impossibile sorpasso all'interno. Il risultato fu disastroso : una serie di fratture multiple alla gamba sinistra, estromisero Bianchi dal Mondiale, mentre Nieto non fu in grado di contenere l'avanzata di Lazzarini, pur vincendo tutte le restanti gare. La squadra Minarelli dovette rassegnarsi a perdere il titolo piloti, pur avendo dominato per gran parte della stagione, ed accontentarsi del titolo costruttori.
Classifica piloti (prime 5 posizioni)
| Pos. | Pilota             | Moto                |     |     |     |     |     |     |     |     |     |     |   |    |     | P.ti |
| ---- | ------------------ | ------------------- | --- | --- | --- | --- | --- | --- | --- | --- | --- | --- | - | -- | --- | ---- |
| 1    | Eugenio Lazzarini  | MBA                 | 2   | 1   | 1   | 2   | 1   | 1   | 6   | Rit | 2   | 3   | 8 | NE | Rit | 114  |
| 2    | Ángel Nieto        | Bultaco e Minarelli | Rit | Rit | Rit | Rit | 7   | Rit | 2   | 2   | 1   | 1   | 1 | NE | 1   | 88   |
| 3    | Pier Paolo Bianchi | Minarelli           | 1   | Rit | 3   | 1   | Rit | Rit | 1   | 1   | Rit |     |   | NE |     | 70   |
| 4    | Harald Bartol      | Morbidelli          | -   | 3   | 2   | 9   | 3   | 3   | Rit | Rit | 3   | Rit | 5 | NE | 4   | 68   |
| 5    | Thierry Espié      | Motobécane          | Rit | 2   | 4   | Rit | 4   | Rit | Rit | 3   | 7   | 4   | 2 | NE | Rit | 62   |
| Pos. | Pilota             | Moto                |     |     |     |     |     |     |     |     |     |     |   |    |     | P.ti |

| Legenda                                                                        | 1º posto        | 2º posto        | 3º posto | A punti      | Senza punti        | Grassetto=Pole position Corsivo=Giro più veloce |
| Legenda                                                                        | Gara non valida | Non qualificato | Ritirato | Squalificato | "-" Dato non disp. | Grassetto=Pole position Corsivo=Giro più veloce |
| Fonte dei dati: motogp.com, racingmemo.free.fr, autosport.com, jumpingjack.nl. |                 |                 |          |              |                    |                                                 |

### Classe 50
Nella 50, fu lo spagnolo Ricardo Tormo a continuare la striscia di titoli della Bultaco, davanti alla Kreidler di Lazzarini, sconfitto nella lotta al titolo a causa di due ritiri (Nazioni e Cecoslovacchia); più staccato, in terza posizione, il francese Patrick Plisson, in sella all'ABF, transalpina anch'essa (realizzata da Jean Bidalot - già nello staff tecnico realizzatore della Motobécane 125, e in futuro della Pernod 250 - e da Bernard Fourés).
Classifica piloti (prime 5 posizioni)
| Pos. | Pilota            | Moto     |    |    |    |    |    |   |     |    |    |    |   |     |   | P.ti |
| ---- | ----------------- | -------- | -- | -- | -- | -- | -- | - | --- | -- | -- | -- | - | --- | - | ---- |
| 1    | Ricardo Tormo     | Bultaco  | NE | 2  | NE | NE | 1  | 2 | 1   | NE | NE | NE | 1 | 1   | 1 | 99   |
| 2    | Eugenio Lazzarini | Kreidler | NE | 1  | NE | NE | 21 | 1 | 2   | NE | NE | NE | 3 | Rit | 2 | 64   |
| 3    | Patrick Plisson   | ABF      | NE | 3  | NE | NE | 2  | 3 | 8   | NE | NE | NE | - | 8   | 3 | 48   |
| 4    | Wolfgang Müller   | Kreidler | NE | 4  | NE | NE | 7  | 5 | 12  | NE | NE | NE | 6 | 10  | 7 | 28   |
| 5    | Rolf Blatter      | Kreidler | NE | 13 | NE | NE | 4  | 8 | Rit | NE | NE | NE | 5 | -   | 4 | 25   |
| Pos. | Pilota            | Moto     |    |    |    |    |    |   |     |    |    |    |   |     |   | P.ti |

| Legenda                                                                        | 1º posto        | 2º posto        | 3º posto | A punti      | Senza punti        | Grassetto=Pole position Corsivo=Giro più veloce |
| Legenda                                                                        | Gara non valida | Non qualificato | Ritirato | Squalificato | "-" Dato non disp. | Grassetto=Pole position Corsivo=Giro più veloce |
| Fonte dei dati: motogp.com, racingmemo.free.fr, autosport.com, jumpingjack.nl. |                 |                 |          |              |                    |                                                 |

### Classe sidecar
Nei sidecar, fu il primo titolo in carriera per lo svizzero Rolf Biland (in coppia con il britannico Williams); il vincitore in alcune gare corse con un telaio, il BEO, con le due ruote posteriori motrici. In Belgio si ebbe la prima vittoria (di quella che sarebbe poi diventata una lunghissima serie) di un tre ruote a telaio LCR.
Classifica equipaggi (prime 5 posizioni)
| Pos. | Pilota                         | Moto                    |    |    |     |   |     |     |     |    |    |     |     |     |    | P.ti |
| ---- | ------------------------------ | ----------------------- | -- | -- | --- | - | --- | --- | --- | -- | -- | --- | --- | --- | -- | ---- |
| 1    | Rolf Biland/ Williams          | TTM-Yamaha e BEO-Yamaha | NE | NE | 1   | 1 | 1   | Rit | 3   | NE | NE | 2   | Rit | 2   | NE | 79   |
| 2    | Alain Michel/Stuart Collins    | Seymaz-Yamaha           | NE | NE | 3   | 2 | Rit | Rit | 2   | NE | NE | 1   | 2   | 1   | NE | 76   |
| 3    | Bruno Holzer/Karl Meierhans    | LCR-Yamaha              | NE | NE | 5   | 5 | 5   | 4   | 1   | NE | NE | -   | 4   | -   | NE | 49   |
| 4    | Werner Schwärzel/Andreas Huber | ARO-Fath                | NE | NE | Rit | 6 | 2   | 1   | Rit | NE | NE | Rit | 1   | Rit | NE | 47   |
| 5    | Dick Greasley/Gordon Russell   | Busch-Yamaha            | NE | NE | -   | - | 4   | 3   | 9   | NE | NE | 8   | 3   | 3   | NE | 43   |
| Pos. | Pilota                         | Moto                    |    |    |     |   |     |     |     |    |    |     |     |     |    | P.ti |

| Legenda                                                                        | 1º posto        | 2º posto        | 3º posto | A punti      | Senza punti        | Grassetto=Pole position Corsivo=Giro più veloce |
| Legenda                                                                        | Gara non valida | Non qualificato | Ritirato | Squalificato | "-" Dato non disp. | Grassetto=Pole position Corsivo=Giro più veloce |
| Fonte dei dati: motogp.com, racingmemo.free.fr, autosport.com, jumpingjack.nl. |                 |                 |          |              |                    |                                                 |

## Formula 750

### La stagione della Formula 750
| Data              | Gara                | Circuito       |
| ----------------- | ------------------- | -------------- |
| 2 aprile 1978     | 200 Miglia di Imola | Imola          |
| 9 aprile 1978     | Moto-Journal 200    | Paul Ricard    |
| 23 aprile 1978    | Gran Bretagna       | Brands Hatch   |
| 28 maggio 1978    | Austria             | Österreichring |
| 18 giugno 1978    | Spagna              | Jarama         |
| 9 luglio 1978     | Germania            | Hockenheim     |
| 27 agosto 1978    | Belgio              | Nivelles       |
| 3 settembre 1978  | Olanda              | Assen          |
| 10 settembre 1978 | Stati Uniti         | Laguna Seca    |
| 18 settembre 1978 | Canada              | Mosport Park   |

### I risultati
La seconda edizione delle competizioni riservate alla Formula 750 si disputò su 10 prove e vide la vittoria del pilota venezuelano Johnny Cecotto su una Yamaha. L'iridato in carica, Steve Baker si dovette quest'anno accontentare del settimo posto.
Tutte le prime nove posizioni furono occupate da piloti Yamaha.
Classifica piloti (prime 5 posizioni)
| Pos. | Pilota            | Moto   | Italia (bandiera) | Francia (bandiera) | Regno Unito (bandiera) | Austria (bandiera) | Spagna (bandiera) | Germania (bandiera) | Belgio (bandiera) | Paesi Bassi (bandiera) | Stati Uniti (bandiera) | Canada (bandiera) | P.ti |
| ---- | ----------------- | ------ | ----------------- | ------------------ | ---------------------- | ------------------ | ----------------- | ------------------- | ----------------- | ---------------------- | ---------------------- | ----------------- | ---- |
| 1    | Johnny Cecotto    | Yamaha | 1                 | 1                  | 2                      | 2                  | 2                 | -                   | 1                 | 3                      | -                      | 5                 | 97   |
| 2    | Kenny Roberts     | Yamaha | -                 | 2                  | 1                      | 1                  | 1                 | 4                   | -                 | -                      | 1                      | 2                 | 92   |
| 3    | Christian Sarron  | Yamaha | 3                 | -                  | 4                      | 5                  | 3                 | 1                   | 4                 | -                      | -                      | -                 | 57   |
| 4    | Gianfranco Bonera | Yamaha | -                 | -                  | -                      | 3                  | 5                 | 2                   | 3                 | 1                      | -                      | -                 | 53   |
| 5    | Patrick Pons      | Yamaha | 6                 | 5                  | 3                      | 4                  | -                 | 5                   | -                 | 6                      | -                      | -                 | 40   |
| Pos. | Pilota            | Moto   | Italia (bandiera) | Francia (bandiera) | Regno Unito (bandiera) | Austria (bandiera) | Spagna (bandiera) | Germania (bandiera) | Belgio (bandiera) | Paesi Bassi (bandiera) | Stati Uniti (bandiera) | Canada (bandiera) | P.ti |

| Legenda | 1º posto        | 2º posto            | 3º posto           | A punti      | Senza punti        | Grassetto – Pole position Corsivo – Giro più veloce |
| Legenda | Gara non valida | Non qual./Non part. | Ritirato/Non class | Squalificato | '-' Dato non disp. | Grassetto – Pole position Corsivo – Giro più veloce |